# Whānau
Whānau (ˈfaːnaʉ) steht in der Sprache der Māori einerseits als Verb für geboren werden oder gebären und andererseits häufiger gebräuchlich als Nomen im Sinne von einer erweiterten Familie. Das kann eine Großfamilie, Familiengruppe oder eine vertraute Bezeichnung für eine Reihe von Personen sein.
Eine Whānau ist die wichtigste wirtschaftliche Einheit der traditionellen Gesellschaft der Māori in Neuseeland. Im modernen Kontext wird der Begriff manchmal auch für Freunde verwendet, die keine verwandtschaftlichen Bindungen zu anderen Mitgliedern der Familie haben.

## Voreuropäische Zeit
Bevor die Europäer nach Neuseeland kamen, umfasste ein Whānau die Ältesten der Familie, wie Eltern, Onkel und Tanten, die Söhne und Töchter und zusammen mit ihren Ehepartnern deren Kinder. Die Anzahl der Personen, die ein Whānau umfassen konnte, lag in etwa zwischen 20 und 30 Personen und je nach Größe konnten ein bis mehrere Schlafhäuser (Wharepuni) der Großfamilie als Unterkunft dienen. Große Whānau besaßen ihren eigenen abgegrenzten Bereich innerhalb einer Dorfsiedlung (Papakāinga) oder eines befestigten Dorfes (Pā). Eine Whānau versorgte sich innerhalb einer Dorfgemeinschaft weitgehend autark. Doch bei der Verteidigung gegen Feinde oder bei geplanten Angriffen gegen andere Stämme organisierte man sich zusammen innerhalb eines Iwi (Stamm) oder Hapū (Gemeinschaft innerhalb eines Stammes).
Die Kinder (Tamariki) und Enkelkinder (Mokopuna) innerhalb einer Whānau wurden weitgehend gemeinschaftlich betreut und aufgezogen. Die Abwesenheit und der Verlust eines Elternteils hatte demnach für die Kinder nicht die gravierenden Folgen verglichen mit einer Kleinfamilie europäischen Vorbilds. Waisenkinder wurde als pani bezeichnet und größere Kinder, die adoptiert wurden, als Whāngai.
Die Älteren in der Gemeinschaft wurden von den Jüngeren verehrt und besaßen auf Grund ihres Wissens und ihrer Erfahrung eine besondere Stellung in der Whānau.
In den heutigen Whānau leiten die männlichen und/oder weiblichen Ältesten (Kaumātua oder Mātāpuputu genannt) die Familie.